# HD 120237
HD 120237，又名CD-35 9019，SAO 204867、HR 5189，是一颗恒星，视星等为6.53，位于銀經315.87，銀緯25.72，其B1900.0坐标为赤經13h 43m 9.5s，赤緯-35° 25.72′ 3″。